# Diskografie Lil Waynea
Toto je diskografie amerického rappera Lil Waynea. V září 2012 Lil Wayne zlomil rekord Elvise Presleyho v počtu písní, které se umístily v žebříčku Billboard Hot 100, toho času jich měl 109. Ke konci září 2015 jich měl již 127. Do roku 2013 se v USA prodalo 15 milionů kusů jeho alb a 37 milionů digitálních kopií písní.

## Studiová alba
| Rok  | Album | Nejvyšší umístění v hitparádě | Nejvyšší umístění v hitparádě | Nejvyšší umístění v hitparádě | Nejvyšší umístění v hitparádě | Nejvyšší umístění v hitparádě | Certifikace                                  |
| Rok  | Album | US 200                        | US Hip-Hop                    | US Rap                        | CAN                           | UK                            | Certifikace                                  |
| ---- | --- | ----------------------------- | ----------------------------- | ----------------------------- | ----------------------------- | ----------------------------- | -------------------------------------------- |
| 1999 | The Block is Hot - Vydáno: 2. listopadu 1999 - Vydavatel: Cash Money, Universal                            | 3                             | 1                             | *                             | -                             | -                             | US: platinové                                |
| 2000 | Lights Out - Vydáno: 19. prosince 2000 - Vydavatel: Cash Money, Universal                                  | 16                            | 2                             | *                             | -                             | -                             | US: zlaté                                    |
| 2002 | 500 Degreez - Vydáno: 23. července 2002 - Vydavatel: Cash Money, Universal                                 | 6                             | 1                             | *                             | -                             | -                             | US: zlaté                                    |
| 2004 | Tha Carter - Vydáno: 29. červen 2004 - Vydavatel: Cash Money, Universal                                    | 5                             | 2                             | 1                             | -                             | -                             | US: zlaté                                    |
| 2005 | Tha Carter II - Vydáno: 6. prosince 2005 - Vydavatel: Cash Money, Universal                                | 2                             | 2                             | 1                             | 26                            | -                             | US: platinové                                |
| 2008 | Tha Carter III - Vydáno: 10. června 2008 - Vydavatel: Cash Money, Universal Motown                         | 1                             | 1                             | 1                             | 1                             | 23                            | US: 3x platinové UK: zlaté CAN: 2x platinové |
| 2010 | Rebirth - Vydáno: 2. února 2010 - Vydavatel: Young Money, Cash Money, Universal Motown                     | 2                             | 1                             | 1                             | 5                             | 24                            | US: zlaté                                    |
| 2010 | I Am Not a Human Being - Vydáno: 27. září 2010 - Vydavatel: Young Money, Cash Money, Universal Motown      | 1                             | 1                             | 1                             | 4                             | 56                            | US: zlaté                                    |
| 2011 | Tha Carter IV - Vydáno: 29. srpna 2011 - Vydavatel: Young Money, Cash Money, Universal Motown              | 1                             | 1                             | 1                             | 1                             | 8                             | US: 2x platinové UK: stříbrné                |
| 2013 | I Am Not a Human Being II - Vydáno: 26. března 2013 - Vydavatel: Young Money, Cash Money, Universal Motown | 2                             | 2                             | 1                             | 5                             | 29                            | US: zlaté CAN: zlaté                         |
| 2015 | Free Weezy Album - Vydáno: 4. července 2015 - Vydavatel: Young Money, Republic                             | —                             | —                             | —                             | —                             | —                             | US: /                                        |
| 2018 | Tha Carter V - Vydáno: 28. září 2018 - Vydavatel: Young Money, Republic, Universal                         | 1                             | 1                             | 1                             | 1                             | 5                             | US: platinové                                |
| 2020 | Funeral - Vydáno: 31. ledna 2020 - Vydavatel: Young Money, Republic, Universal                             | 1                             | 1                             | 1                             | 5                             | 61                            | US:                                          |

## Extended Play
| Rok  | Album                                                           | Nejvyšší umístění v hitparádě | Nejvyšší umístění v hitparádě | Nejvyšší umístění v hitparádě | Certifikace |
| Rok  | Album                                                           | US 200                        | US Hip-Hop                    | US Rap                        | Certifikace |
| ---- | --------------------------------------------------------------- | ----------------------------- | ----------------------------- | ----------------------------- | ----------- |
| 2007 | The Leak - Vydáno: 25. prosince 2007 - Vydavatel: Cash Money    | -                             | -                             | -                             | US: /       |
| 2009 | Mr. Carter - Vydáno: 23. listopadu 2009 - Vydavatel: Cash Money | -                             | 60                            | 23                            | US: /       |

## Spolupráce
| Rok  | Album | Nejvyšší umístění v hitparádě | Nejvyšší umístění v hitparádě | Nejvyšší umístění v hitparádě | Certifikace |
| Rok  | Album | US 200                        | US Hip-Hop                    | US Rap                        | Certifikace |
| ---- | --- | ----------------------------- | ----------------------------- | ----------------------------- | ----------- |
| 2006 | Like Father, Like Son (s Birdman) - Vydáno: 31. října 2006 - Vydavatel: Cash Money, Universal                           | 3                             | 1                             | 1                             | US: zlaté   |
| 2009 | We Are Young Money (s Young Money) - Vydáno: 21. prosince 2009 - Vydavatel: Young Money                                 | 9                             | 3                             | 1                             | US: zlaté   |
| 2013 | Rich Gang (s YMCMB) - Vydáno: 23. července 2013 - Vydavatel: Young Money, Cash Money, Republic                          | 9                             | 2                             | 2                             | US: /       |
| 2014 | Young Money: Rise Of An Empire (s Young Money) - Vydáno: 11. března 2014 - Vydavatel: Young Money, Cash Money, Republic | 7                             | 4                             | 2                             | US: /       |

## Mixtapy

### Solo
- 2003 - Da Drought
- 2004 - Da Drought 2
- 2004 - The Prefix
- 2007 - Da Drought 3
- 2009 - No Ceilings
- 2011 - Sorry 4 the Wait
- 2015 - Sorry 4 the Wait 2
- 2015 - No Ceilings 2

### Spolupráce
- 2005 - The Suffix (s DJ Khaled)
- 2005 - Dedicationv (s DJ Drama)
- 2006 - Dedication 2 (s DJ Drama)
- 2006 - Blow (s Juelz Santana)
- 2008 - Dedication 3 (s DJ Drama)
- 2012 - Dedication 4 (s DJ Drama)
- 2013 - Dedication 5 (s DJ Drama)
- 2017 - T-Wayne (s T-Pain)
- 2017 - Dedication 6 (s DJ Drama)

## Singly

### Solo
| Rok  | Název písně                                      | Pozice v mezinárodních žebříčcích | Pozice v mezinárodních žebříčcích | Pozice v mezinárodních žebříčcích | Pozice v mezinárodních žebříčcích | Pozice v mezinárodních žebříčcích | Certifikace                                 | Album                     |
| Rok  | Název písně                                      | US 100                            | US Hip-Hop                        | US Rap                            | CAN                               | UK                                | Certifikace                                 | Album                     |
| ---- | ------------------------------------------------ | --------------------------------- | --------------------------------- | --------------------------------- | --------------------------------- | --------------------------------- | ------------------------------------------- | ------------------------- |
| 1999 | "The Block Is Hot" (ft. Juvenile & B.G.)         | 72                                | 24                                | 27                                | —                                 | —                                 |                                             | The Block Is Hot          |
| 2000 | "Respect Us" (ft. Juvenile)                      | —                                 | —                                 | —                                 | —                                 | —                                 |                                             | The Block Is Hot          |
| 2000 | "Get Off the Corner"                             | —                                 | 88                                | —                                 | —                                 | —                                 |                                             | Lights Out                |
| 2001 | "Hardball" (ft. Lil Bow Wow, Lil Zane a Sammie)  | —                                 | 68                                | —                                 | —                                 | —                                 |                                             | Hardball OST              |
| 2001 | "Everything"                                     | —                                 | 119                               | —                                 | —                                 | —                                 |                                             | Lights Out                |
| 2001 | "Shine" (ft. Birdman, Mickey & Mack 10)          | 96                                | 39                                | —                                 | —                                 | —                                 |                                             | Lights Out                |
| 2002 | "Way of Life" (ft. Big Tymers & TQ)              | 71                                | 23                                | 16                                | —                                 | —                                 |                                             | 500 Degreez               |
| 2002 | "Where You At"                                   | —                                 | —                                 | —                                 | —                                 | —                                 |                                             | 500 Degreez               |
| 2003 | "Get Something" (ft. Mannie Fresh)               | —                                 | 97                                | —                                 | —                                 | —                                 |                                             | —                         |
| 2004 | "Bring It Back" (ft. Mannie Fresh)               | —                                 | 47                                | —                                 | —                                 | —                                 |                                             | Tha Carter                |
| 2004 | "Go D.J."                                        | 14                                | 4                                 | 3                                 | —                                 | —                                 | US:zlaté                                    | Tha Carter                |
| 2004 | "Earthquake" (ft. Jazze Pha)                     | —                                 | 117                               | —                                 | —                                 | —                                 |                                             | Tha Carter                |
| 2005 | "Fireman"                                        | 32                                | 15                                | 10                                | —                                 | —                                 | US: platinové                               | Tha Carter II             |
| 2006 | "Hustler Musik"                                  | 87                                | 26                                | 16                                | —                                 | —                                 | US: platinové                               | Tha Carter II             |
| 2006 | "Shooter" (ft. Robin Thicke)                     | —                                 | 97                                | —                                 | —                                 | —                                 |                                             | Tha Carter II             |
| 2006 | "I'm a D-Boy" (ft. Birdman)                      | —                                 | —                                 | —                                 | —                                 | —                                 |                                             | Tha Carter II             |
| 2007 | "Gossip"                                         | —                                 | 109                               | —                                 | —                                 | —                                 |                                             | The Leak                  |
| 2007 | "I'm Me"                                         | 97                                | 63                                | —                                 | —                                 | —                                 |                                             | The Leak                  |
| 2008 | "Lollipop" (ft. Static Major)                    | 1                                 | 1                                 | 1                                 | 10                                | 26                                | US: 5x platinové UK: stříbrné NZ: platinové | Tha Carter III            |
| 2008 | "A Milli"                                        | 6                                 | 1                                 | 1                                 | 54                                | 163                               | US: 2x platinové                            | Tha Carter III            |
| 2008 | "Got Money" (ft. T-Pain)                         | 10                                | 7                                 | 2                                 | 30                                | 108                               | US: 2x platinové                            | Tha Carter III            |
| 2008 | "Mrs. Officer" (ft. Bobby Valentino & Kidd Kidd) | 16                                | 5                                 | 2                                 | —                                 | 57                                | US: platinové NZ: zlaté                     | Tha Carter III            |
| 2008 | "Comfortable" (ft. Babyface)                     | —                                 | 76                                | —                                 | —                                 | —                                 |                                             | Tha Carter III            |
| 2009 | "Prom Queen"                                     | 15                                | 116                               | —                                 | 36                                | 112                               |                                             | Rebirth                   |
| 2009 | "Hot Revolver" (ft. Dre)                         | 33                                | —                                 | —                                 | 54                                | 132                               | US: zlaté                                   | —                         |
| 2009 | "On Fire"                                        | 62                                | 54                                | 25                                | —                                 | 131                               |                                             | Rebirth                   |
| 2009 | "Drop the World" (ft. Eminem)                    | 18                                | 102                               | —                                 | 24                                | 51                                | US: 4x platinové                            | Rebirth                   |
| 2010 | "Knockout" (ft. Nicki Minaj)                     | 44                                | —                                 | —                                 | —                                 | —                                 | US: zlaté                                   | Rebirth                   |
| 2010 | "I'm Single"                                     | 82                                | 38                                | 23                                | —                                 | —                                 |                                             | I Am Not a Human Being    |
| 2010 | "Right Above It" (ft. Drake)                     | 6                                 | 4                                 | 1                                 | 34                                | 37                                | US: 2x platinové                            | I Am Not a Human Being    |
| 2010 | "6 Foot 7 Foot" (ft. Cory Gunz)                  | 9                                 | 2                                 | 2                                 | 50                                | 71                                | US: 3x platinové                            | Tha Carter IV             |
| 2011 | "John" (ft. Rick Ross)                           | 22                                | 19                                | 12                                | 90                                | —                                 | US: 2x platinové                            | Tha Carter IV             |
| 2011 | "How to Love"                                    | 5                                 | 2                                 | 2                                 | 20                                | 20                                | US: 4x platinové                            | Tha Carter IV             |
| 2011 | "It's Good" (ft. Jadakiss a Drake)               | 79                                | —                                 | —                                 | —                                 | —                                 |                                             | Tha Carter IV             |
| 2011 | "She Will" (ft. Drake)                           | 3                                 | 1                                 | 2                                 | 16                                | 58                                | US: 2x platinové                            | Tha Carter IV             |
| 2011 | "Mirror" (ft. Bruno Mars)                        | 16                                | 69                                | 25                                | 44                                | 17                                | US: platinové UK: stříbrné AUS: platinové   | Tha Carter IV             |
| 2012 | "My Homies Still" (ft. Big Sean)                 | 38                                | 20                                | 16                                | —                                 | —                                 | US: platinové                               | I Am Not a Human Being II |
| 2012 | "No Worries" (ft. Detail)                        | 29                                | 7                                 | 7                                 | —                                 | —                                 |                                             | I Am Not a Human Being II |
| 2013 | "Love Me" (ft. Drake a Future)                   | 9                                 | 4                                 | 3                                 | 49                                | 44                                | US: 2x platinové                            | I Am Not a Human Being II |
| 2013 | "Rich As Fuck" (ft. 2 Chainz)                    | 38                                | 11                                | 8                                 | —                                 | —                                 | US: platinové                               | I Am Not a Human Being II |
| 2014 | "Believe Me" (ft. Drake)                         | 26                                | 7                                 | 3                                 | 97                                | 36                                | US: platinové                               | —                         |
| 2014 | "Krazy"                                          | —                                 | 42                                | —                                 | —                                 | —                                 |                                             | —                         |
| 2014 | "Grindin" (ft. Drake)                            | —                                 | —                                 | —                                 | —                                 | —                                 |                                             | —                         |
| 2014 | "Gotti" (ft. The Lox)                            | —                                 | —                                 | —                                 | —                                 | —                                 |                                             | —                         |
| 2014 | "Start a Fire" (ft. Christina Milian)            | —                                 | 60                                | —                                 | —                                 | —                                 |                                             | —                         |
| 2015 | "Glory"                                          | —                                 | —                                 | —                                 | —                                 | —                                 |                                             | Free Weezy Album          |
| 2015 | "Nothing But Trouble" (s Charlie Puth)           | 87                                | —                                 | —                                 | —                                 | —                                 |                                             | 808: The Music OST        |
| 2017 | "Changed It" (s Nicki Minaj)                     | 71                                | —                                 | —                                 | —                                 | —                                 |                                             | —                         |
| 2017 | "No Frauds" (s Nicki Minaj a Drake)              | 14                                | —                                 | —                                 | 25                                | 49                                |                                             | —                         |
| 2018 | "Uproar"                                         | 7                                 | 6                                 | 6                                 | 24                                | —                                 |                                             | Tha Carter V              |
| 2020 | "I Do It" (ft. Big Sean a Lil Baby)              | 33                                | —                                 | —                                 | 63                                | —                                 |                                             | Funeral                   |

### Další písně v hitparádách
| Rok  | Název písně                                            | Pozice v mezinárodních žebříčcích | Pozice v mezinárodních žebříčcích | Pozice v mezinárodních žebříčcích | Pozice v mezinárodních žebříčcích | Pozice v mezinárodních žebříčcích | Certifikace | Album                  |
| Rok  | Název písně                                            | US 100                            | US Hip-Hop                        | US Rap                            | CAN                               | UK                                | Certifikace | Album                  |
| ---- | ------------------------------------------------------ | --------------------------------- | --------------------------------- | --------------------------------- | --------------------------------- | --------------------------------- | ----------- | ---------------------- |
| 2008 | "You Ain't Got Nuthin" (ft. Fabolous & Juelz Santana)  | 81                                | —                                 | —                                 | 81                                | —                                 |             | Tha Carter III         |
| 2008 | "3 Peat"                                               | 66                                | —                                 | —                                 | —                                 | —                                 |             | Tha Carter III         |
| 2008 | "Mr. Carter" (ft. Jay-Z)                               | 62                                | 27                                | 13                                | —                                 | —                                 |             | Tha Carter III         |
| 2010 | "Fuck Today" (ft. Gudda Gudda)                         | 76                                | —                                 | —                                 | —                                 | —                                 |             | —                      |
| 2010 | "American Star" (ft. Shanell)                          | 91                                | —                                 | —                                 | —                                 | —                                 |             | Rebirth                |
| 2010 | "Bill Gates"                                           | 75                                | —                                 | —                                 | —                                 | —                                 |             | I Am Not a Human Being |
| 2010 | "Gonorrhea" (ft. Drake)                                | 17                                | —                                 | —                                 | 86                                | —                                 |             | I Am Not a Human Being |
| 2010 | "What's Wrong With Them" (ft. Nicki Minaj)             | 42                                | —                                 | —                                 | 45                                | 83                                |             | I Am Not a Human Being |
| 2010 | "I Am Not a Human Being"                               | 65                                | —                                 | —                                 | —                                 | —                                 |             | I Am Not a Human Being |
| 2011 | "Blunt Blowin"                                         | 33                                | —                                 | —                                 | —                                 | —                                 |             | Tha Carter IV          |
| 2011 | "MegaMan"                                              | 52                                | 97                                | —                                 | —                                 | —                                 |             | Tha Carter IV          |
| 2011 | "How to Hate" (ft. T-Pain)                             | 84                                | —                                 | —                                 | —                                 | —                                 |             | Tha Carter IV          |
| 2011 | "Nightmares of the Bottom"                             | 90                                | —                                 | —                                 | —                                 | —                                 |             | Tha Carter IV          |
| 2011 | "President Carter"                                     | 94                                | —                                 | —                                 | —                                 | —                                 |             | Tha Carter IV          |
| 2011 | "So Special" (ft. John Legend)                         | 95                                | —                                 | —                                 | —                                 | —                                 |             | Tha Carter IV          |
| 2018 | "Don't Cry" (ft. XXXTentacion)                         | 5                                 | 4                                 | 4                                 | 19                                | 28                                |             | Tha Carter V           |
| 2018 | "Dedicate"                                             | 14                                | 11                                | 11                                | 26                                | —                                 |             | Tha Carter V           |
| 2018 | "Let It Fly" (ft. Travis Scott)                        | 10                                | 8                                 | 8                                 | 15                                | 41                                |             | Tha Carter V           |
| 2018 | "Can't Be Broken"                                      | 17                                | 13                                | 13                                | 37                                | —                                 |             | Tha Carter V           |
| 2018 | "Dark Side of the Moon" (ft. Nicki Minaj)              | 26                                | 19                                | —                                 | 55                                | —                                 |             | Tha Carter V           |
| 2018 | "Mona Lisa" (ft. Kendrick Lamar)                       | 2                                 | 1                                 | 1                                 | 7                                 | 21                                |             | Tha Carter V           |
| 2018 | "What About Me" (ft. Sosamann)                         | 24                                | 17                                | 16                                | 52                                | —                                 |             | Tha Carter V           |
| 2018 | "Open Letter"                                          | 47                                | 28                                | 25                                | 70                                | —                                 |             | Tha Carter V           |
| 2018 | "Famous" (ft. Reginae Carter)                          | 36                                | 25                                | 22                                | 62                                | —                                 |             | Tha Carter V           |
| 2018 | "Problems"                                             | 57                                | 33                                | —                                 | 81                                | —                                 |             | Tha Carter V           |
| 2018 | "Dope Niggaz" (ft. Snoop Dogg)                         | 39                                | 27                                | 24                                | 59                                | —                                 |             | Tha Carter V           |
| 2018 | "Hittas"                                               | 59                                | 34                                | —                                 | 90                                | —                                 |             | Tha Carter V           |
| 2018 | "Took His Time"                                        | 65                                | 38                                | —                                 | 96                                | —                                 |             | Tha Carter V           |
| 2018 | "Open Safe"                                            | 62                                | 36                                | —                                 | 87                                | —                                 |             | Tha Carter V           |
| 2018 | "Start This Shit Off Right" (ft. Ashanti a Mack Maine) | 76                                | 42                                | —                                 | —                                 | —                                 |             | Tha Carter V           |
| 2018 | "Demon"                                                | 81                                | 45                                | —                                 | —                                 | —                                 |             | Tha Carter V           |
| 2018 | "Mess"                                                 | 74                                | 40                                | —                                 | —                                 | —                                 |             | Tha Carter V           |
| 2018 | "Dope New Gospel" (ft. Nivea)                          | 90                                | —                                 | —                                 | —                                 | —                                 |             | Tha Carter V           |
| 2018 | "Perfect Strangers"                                    | 86                                | 47                                | —                                 | —                                 | —                                 |             | Tha Carter V           |
| 2018 | "Used 2"                                               | 78                                | 43                                | —                                 | —                                 | —                                 |             | Tha Carter V           |
| 2018 | "Let It All Work Out"                                  | 75                                | 41                                | —                                 | —                                 | —                                 |             | Tha Carter V           |
| 2020 | "Mahogany"                                             | 61                                | —                                 | —                                 | —                                 | —                                 |             | Funeral                |
| 2020 | "Mama Mia"                                             | 87                                | —                                 | —                                 | —                                 | —                                 |             | Funeral                |
| 2020 | "Funeral"                                              | 88                                | —                                 | —                                 | —                                 | —                                 |             | Funeral                |

### Spolupráce
| Rok  | Název písně                                                                                     | Pozice v mezinárodních žebříčcích | Pozice v mezinárodních žebříčcích | Pozice v mezinárodních žebříčcích | Certifikace                   | Album                    |
| Rok  | Název písně                                                                                     | US 100                            | US Hip-Hop                        | US Rap                            | Certifikace                   | Album                    |
| ---- | ----------------------------------------------------------------------------------------------- | --------------------------------- | --------------------------------- | --------------------------------- | ----------------------------- | ------------------------ |
| 2000 | "Project Chick" (s Cash Money Millionaires)                                                     | 47                                | 17                                | —                                 |                               | Baller Blockin' OST      |
| 2006 | "Stuntin' Like My Daddy" (s Birdman)                                                            | 21                                | 7                                 | 5                                 | US: platinové                 | Like Father, Like Son    |
| 2006 | "Leather So Soft" (s Birdman)                                                                   | —                                 | 41                                | 16                                | US: platinové                 | Like Father, Like Son    |
| 2007 | "Know What I'm Doin'" (s Birdman (ft. T-Pain a Rick Ross))                                      | —                                 | 58                                | 22                                |                               | Like Father, Like Son    |
| 2007 | "You Ain't Know" (s Birdman)                                                                    | —                                 | 56                                | —                                 |                               | Like Father, Like Son    |
| 2009 | "Every Girl" (s Young Money)                                                                    | 10                                | 2                                 | 2                                 | US: zlaté                     | We Are Young Money       |
| 2009 | "Bedrock" (s Young Money (ft. Lloyd))                                                           | 2                                 | 2                                 | 1                                 | US: 3x platinové              | We Are Young Money       |
| 2010 | "Roger That" (s Young Money)                                                                    | 56                                | 15                                | 6                                 |                               | We Are Young Money       |
| 2013 | "Tapout" (s YMCMB)                                                                              | 44                                | 10                                | 12                                |                               | Rich Gang                |
| 2016 | "Sucker for Pain" ((s Wiz Khalifa, Imagine Dragons, Logic a Ty Dolla $ign) feat. X Ambassadors) | 14                                | —                                 | —                                 | US: 2x platinové UK: stříbrné | Suicide Squad: The Album |

### Hostující singly
Seznam singlů, které se umístily v US žebříčku Billboard Hot 100.
- 1999 - Juvenile - "Back That Azz Up" (ft. Lil Wayne a Mannie Fresh)
- 1999 - B.G. - "Bling Bling" (ft. Lil Wayne, Turk, Juvenile, Baby a Mannie Fresh)
- 2004 - Destiny's Child - "Soldier" (ft. Lil Wayne a T.I.)
- 2006 - Chris Brown - "Gimme That" (ft. Lil Wayne)
- 2006 - DJ Khaled - "Holla At Me" (ft. Lil Wayne, Paul Wall, Fat Joe, Rick Ross a Pitbull)
- 2006 - Fat Joe - "Make It Rain" (ft. Lil Wayne)
- 2006 - Lloyd - "You" (ft. Lil Wayne)
- 2007 - DJ Khaled - "We Takin' Over" (ft. Lil Wayne, Akon, T.I., Rick Ross, Fat Joe a Birdman)
- 2007 - Birdman - "Pop Bottles" (ft. Lil Wayne)
- 2007 - Playaz Circle - "Duffle Bag Boy" (ft. Lil Wayne)
- 2007 - Wyclef Jean - "Sweetest Girl (Dollar Bill)" (ft. Lil Wayne, Niaa a Akon)
- 2008 - Usher - "Love in This Club, pt. II" (ft. Lil Wayne a Beyoncé)
- 2008 - Lloyd - "Girls Around the World" (ft. Lil Wayne)
- 2008 - Game - "My Life" (ft. Lil Wayne)
- 2008 - T-Pain - "Can't Believe It" (ft. Lil Wayne)
- 2008 - Kevin Rudolf - "Let It Rock" (ft. Lil Wayne)
- 2008 - T.I. - "Swagga Like Us" (ft. Lil Wayne, Jay-Z a Kanye West)
- 2008 - Mike Jones - "Cuddy Buddy" (ft. T-Pain / Trey Songz, Lil Wayne a Twista)
- 2008 - Akon - "I'm So Paid" (ft. Lil Wayne a Young Jeezy)
- 2008 - Gorilla Zoe - "Lost" (ft. Lil Wayne)
- 2008 - Keri Hilson - "Turnin' Me On" (ft. Lil Wayne)
- 2008 - Kanye West - "See You in My Nightmares" (ft. Lil Wayne)
- 2009 - Birdman - "Always Strapped" (ft. Lil Wayne)
- 2009 - Rick Ross - "Maybach Music 2" (ft. Kanye West, T-Pain a Lil Wayne)
- 2009 - Jay Sean - "Down" (ft. Lil Wayne)
- 2009 - Drake - "Successful" (ft. Lil Wayne a Trey Songz)
- 2009 - Drake - "Forever" (ft. Lil Wayne, Kanye West a Eminem)
- 2009 - Drake - "I'm Goin' In" (ft. Lil Wayne a Young Jeezy)
- 2009 - Birdman - "Money to Blow" (ft. Lil Wayne a Drake)
- 2009 - Chris Brown - "I Can Transform Ya" (ft. Lil Wayne a Swizz Beatz)
- 2009 - Shakira - "Give It Up to Me" (ft. Lil Wayne)
- 2009 - Birdman - "4 My Town (Play Ball)" (ft. Lil Wayne a Drake)
- 2009 - Yo Gotti - "Women Lie, Men Lie" (ft. Lil Wayne)
- 2010 - Kevin Rudolf - "I Made It (Cash Money Heroes)" (ft. Lil Wayne, Birdman a Jay Sean)
- 2010 - Drake - "Miss Me" (ft. Lil Wayne)
- 2010 - Eminem - "No Love" (ft. Lil Wayne)
- 2010 - Birdman - "Fire Flame" (ft. Lil Wayne)
- 2011 - DJ Khaled - "Welcome to My Hood" (ft. Rick Ross, Plies, Lil Wayne a T-Pain)
- 2011 - Chris Brown - "Look at Me Now" (ft. Lil Wayne a Busta Rhymes)
- 2011 - Jay Sean - "Hit the Lights" (ft. Lil Wayne)
- 2011 - Mike Posner - "Bow Chicka Wow Wow" (ft. Lil Wayne)
- 2011 - Kelly Rowland - "Motivation" (ft. Lil Wayne)
- 2011 - Game - "Red Nation" (ft. Lil Wayne)
- 2011 - Enrique Iglesias & Usher - "Dirty Dancer" (ft. Lil Wayne)
- 2011 - DJ Khaled - "I'm on One" (ft. Lil Wayne, Drake a Rick Ross)
- 2011 - Jennifer Lopez - "I'm Into You" (ft. Lil Wayne)
- 2011 - Rick Ross - "9 Piece" (ft. Lil Wayne / T.I.)
- 2011 - Young Jeezy - "Ballin'" (ft. Lil Wayne)
- 2011 - Birdman - "Y.U. Mad" (ft. Lil Wayne a Nicki Minaj)
- 2011 - B.o.B - "Strange Clouds" (ft. Lil Wayne)
- 2011 - Bow Wow - "Sweat" (ft. Lil Wayne)
- 2011 - Drake - "The Motto" (ft. Lil Wayne)
- 2012 - Tyga - "Faded" (ft. Lil Wayne)
- 2012 - Meek Mill - "Ima Boss" (Remix) (ft. T.I., Birdman, Lil Wayne, DJ Khaled, Rick Ross a Swizz Beatz)
- 2012 - DJ Khaled - "Take it to the Head" (ft. Chris Brown, Rick Ross, Nicki Minaj a Lil Wayne)
- 2012 - Drake - "HYFR (Hell Ya Fucking Right)" (ft. Lil Wayne)
- 2012 - David Guetta - "I Can Only Imagine" (ft. Lil Wayne a Chris Brown)
- 2012 - French Montana - "Pop That" (ft. Lil Wayne, Drake a Rick Ross)
- 2012 - Keyshia Cole - "Enough of No Love" (ft. Lil Wayne)
- 2012 - Kelly Rowland - "Ice" (ft. Lil Wayne)
- 2012 - Juicy J - "Bandz A Make Her Dance" (ft. Lil Wayne a 2 Chainz)
- 2012 - Game - "Celebration" (ft. Chris Brown, Tyga, Wiz Khalifa a Lil Wayne)
- 2012 - Joe Budden - "She Don't Put It Down" (ft. Lil Wayne a Tank)
- 2012 - T.I. - "Ball" (ft. Lil Wayne)
- 2013 - Future - "Karate Chop" (Remix) (ft. Lil Wayne)
- 2013 - Nicki Minaj - "High School" (ft. Lil Wayne)
- 2013 - DJ Khaled - "No New Friends" (ft. Lil Wayne, Drake a Rick Ross)
- 2013 - T.I. - "Wit Me" (ft. Lil Wayne)
- 2013 - Big Sean - "Beware" (ft. Lil Wayne a Jhené Aiko)
- 2013 - Chris Brown - "Loyal" (ft. Lil Wayne a French Montana / Too Short)
- 2014 - Nicki Minaj - "Only" (ft. Lil Wayne, Drake a Chris Brown)
- 2015 - Nicki Minaj - "Truffle Butter" (ft. Lil Wayne a Drake)
- 2015 - DJ Khaled - "How Many Times" (ft. Chris Brown, Big Sean a Lil Wayne)
- 2015 - Curren$y (ft. August Alsina a Lil Wayne)
- 2016 - Chance the Rapper - "No Problem" (ft. Lil Wayne a 2 Chainz)
- 2016 - 2 Chainz - "Gotta Lotta" (ft. Lil Wayne)
- 2016 - Wale - "Running Back" (ft. Lil Wayne)
- 2017 - DJ Khaled - "I'm the One" (ft. Justin Bieber, Quavo, Chance the Rapper a Lil Wayne)
- 2017 - Kodak Black - "Codeine Dreaming" (ft. Lil Wayne)
- 2018 - Nicki Minaj - "Rich Sex" (ft. Lil Wayne)
- 2019 - Lil Pump - "Be Like Me" (ft. Lil Wayne)
- 2020 - Jack Harlow - "Whats Poppin (Remix)" (ft. DaBaby, Tory Lanez & Lil Wayne)